# 與那國島海底地形
與那國島海底地形（日语：／ Yonagunijima kaiteichikei */?）指的是日本沖繩縣八重山群島與那國島南部新川鼻沖海底附近發現的海底地形，其結構呈巨大神殿狀，東西長約250公尺，南北長約150公尺，高差約25公尺。位於台灣以東約100公里（54海浬；62英里）處。
自發現以來，部分學者曾認為這並非自然形成，而是人工加工而成，並將其稱之為與那國海底遺跡、與那國島海底遺跡、與那國島紀念碑，然而在當代，大多數水下考古學和地形學專家則否認這一理論，東京海洋科技大學教授岩淵聰表示：「從學術上來說，已經確定它不是人造結構。」

## 概要
與那國島附近的海域為冬季最受歡迎的潛水地點，同時也是鎚頭鯊的棲息地。1986年，在尋找適合觀察鯊魚的區域時，與那國町旅遊協會理事荒竹喜八郎注意到該區域有一些奇特的海底構造，類似於建築結構。並將其稱為「遺跡點」。此後，發現者繼續對其進行調查，並於1995年1月1日在當地報紙《琉球新報》等媒體上進行了專題報道，引起廣泛關注。
自1992年以來，與那國島海底地形主要由琉球大學理學院教授的木村政昭（現為該大學名譽教授）領導的研究團隊進行研究，並於1998年向沖繩縣文化局提交了「發現遺蹟的通知」。然而，由於無法確定是否存在人類參與的痕跡，該地並未被確定為考古遺址。
2016年3月，與那國町町長宣布將進行進一步的學術研究，並考慮將其登記為國家歷史遺址、世界遺產或地質公園。對於地形的考察於同年10月展開。
儘管水流強勁，但自從被發現以來，該區域後來成為潛水愛好者相對受歡迎的景點。目前該區域成為與那國島的一處重要觀光景點，為遊客提供潛水觀光的服務，1997年，日本實業家渡邊康夫贊助了一次非正式的探險，隊伍成員包括偽考古學作家約翰·安東尼·韋斯特（John Anthony West）、格雷厄姆·漢考克（Graham Hancock）、地質學家和邊緣理論家羅伯特·肖赫（Robert Schoch）、攝影師桑塔·法伊亞（Santha Faiia）、一些潛水員和教練，以及第四頻道和探索頻道的電影製作組。另一位著名的訪客是自由潛水員雅克·馬約爾對地形進行調查，他寫了一本書描述他在與那國島潛水的經歷。

## 位置與地質
這些構造位於與那國島南端的荒川鼻懸崖下方，其主面面向東南偏南。
它由早中新世八重山群的中至極細砂岩和泥岩組成，據信是在大約2000萬年前沉積的。地層中的大多數岩石都與下面的岩體相連，而非由獨立的岩石組裝而成。

## 形成原因
有關這片地形的起源存在多種說法，其中一種是自然地形形成，而另一種是人工建造物。然而，由於遺址理論並未由考古學或地質學相關的學術團體提出，因此有關的討論僅限於沖繩縣內的學者之間，並且沒有相應的學術研究進行。換句話說，這一議題並未引起廣泛的學術關注。
琉球大學理學院教授中村守、沖繩縣埋藏文化中心前所長安里敦等眾多學者主張自然地形理論。

### 自然地形理論

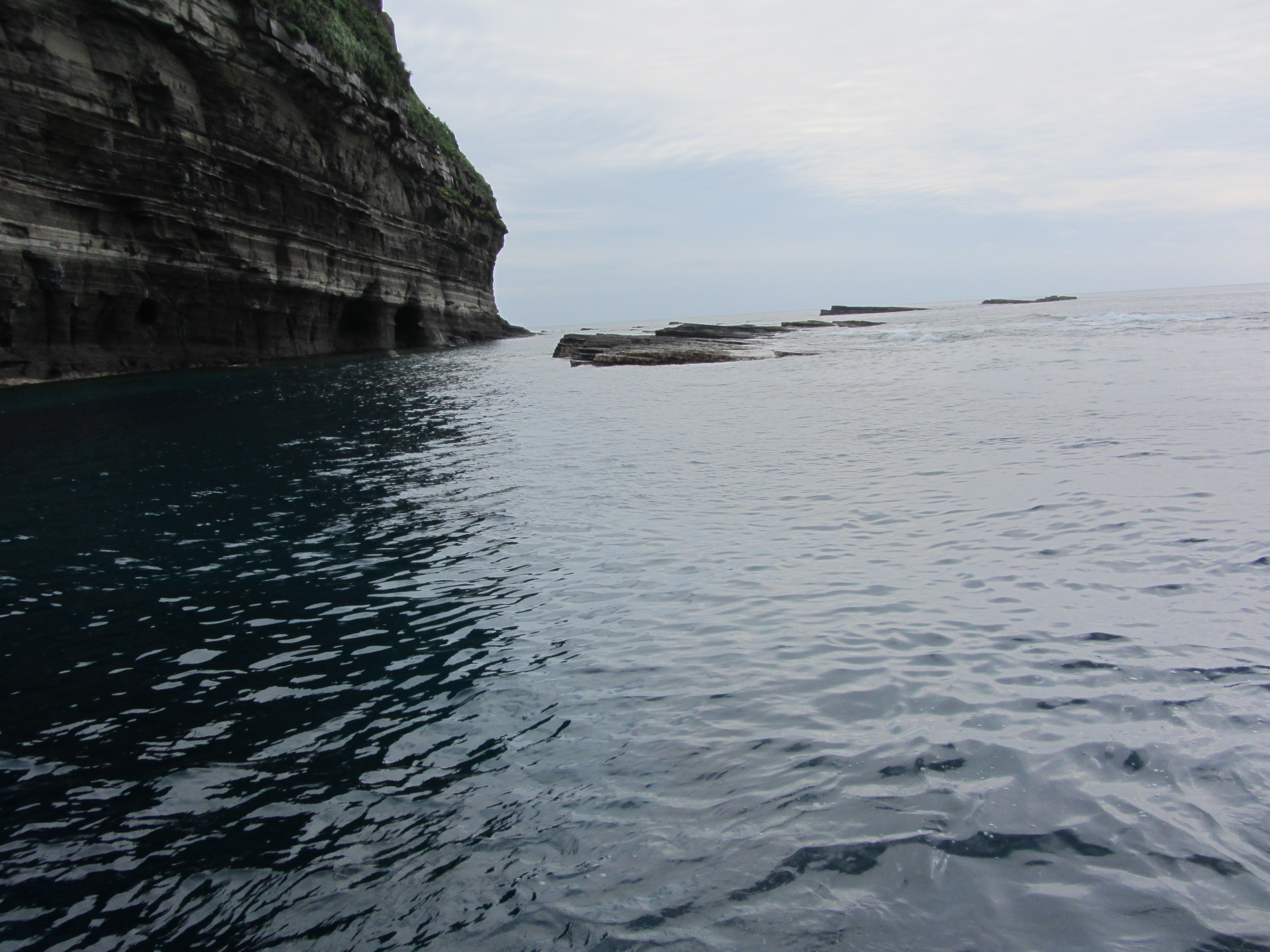
新川鼻沖的岸上景觀
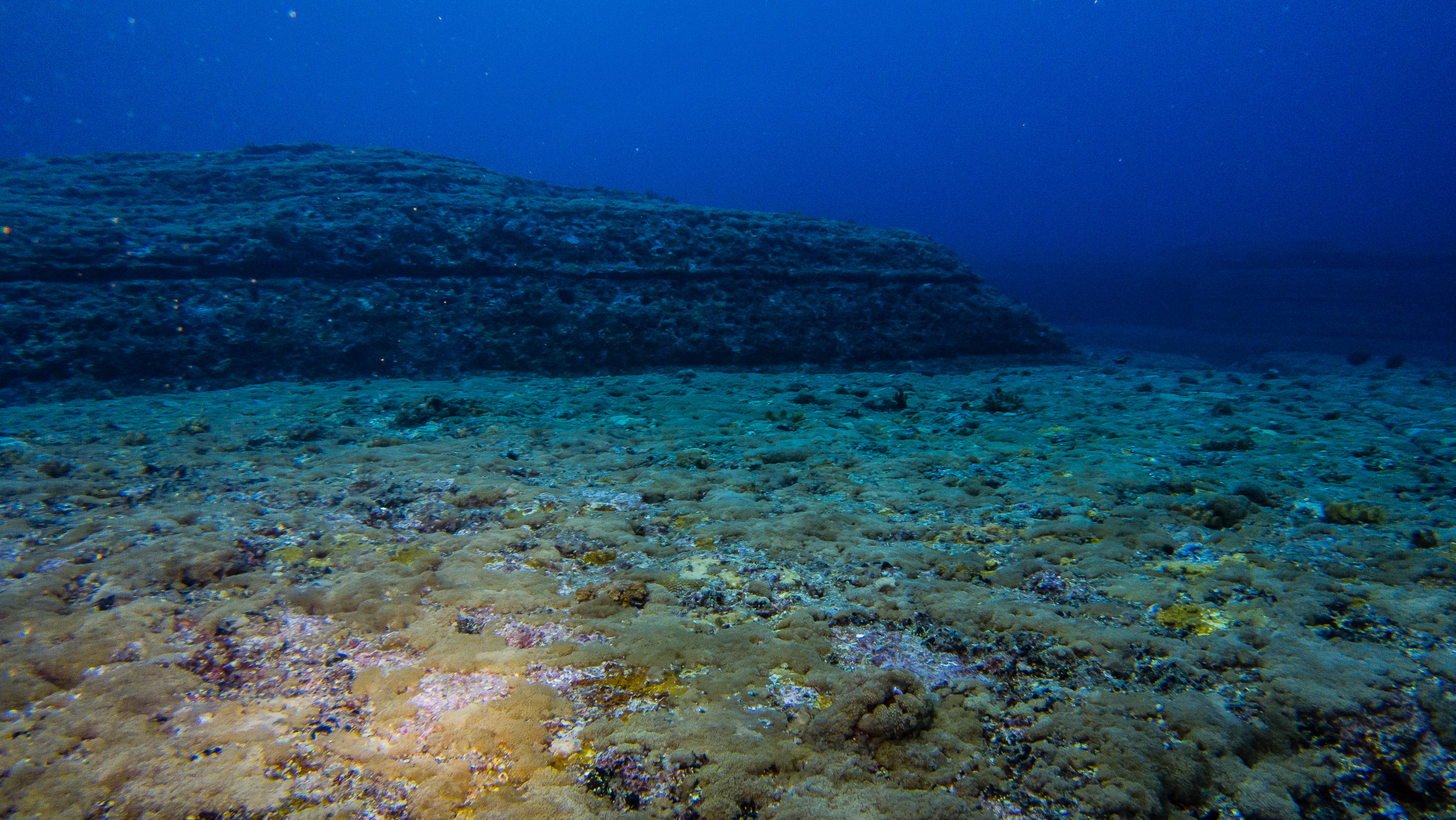
海底地形一景
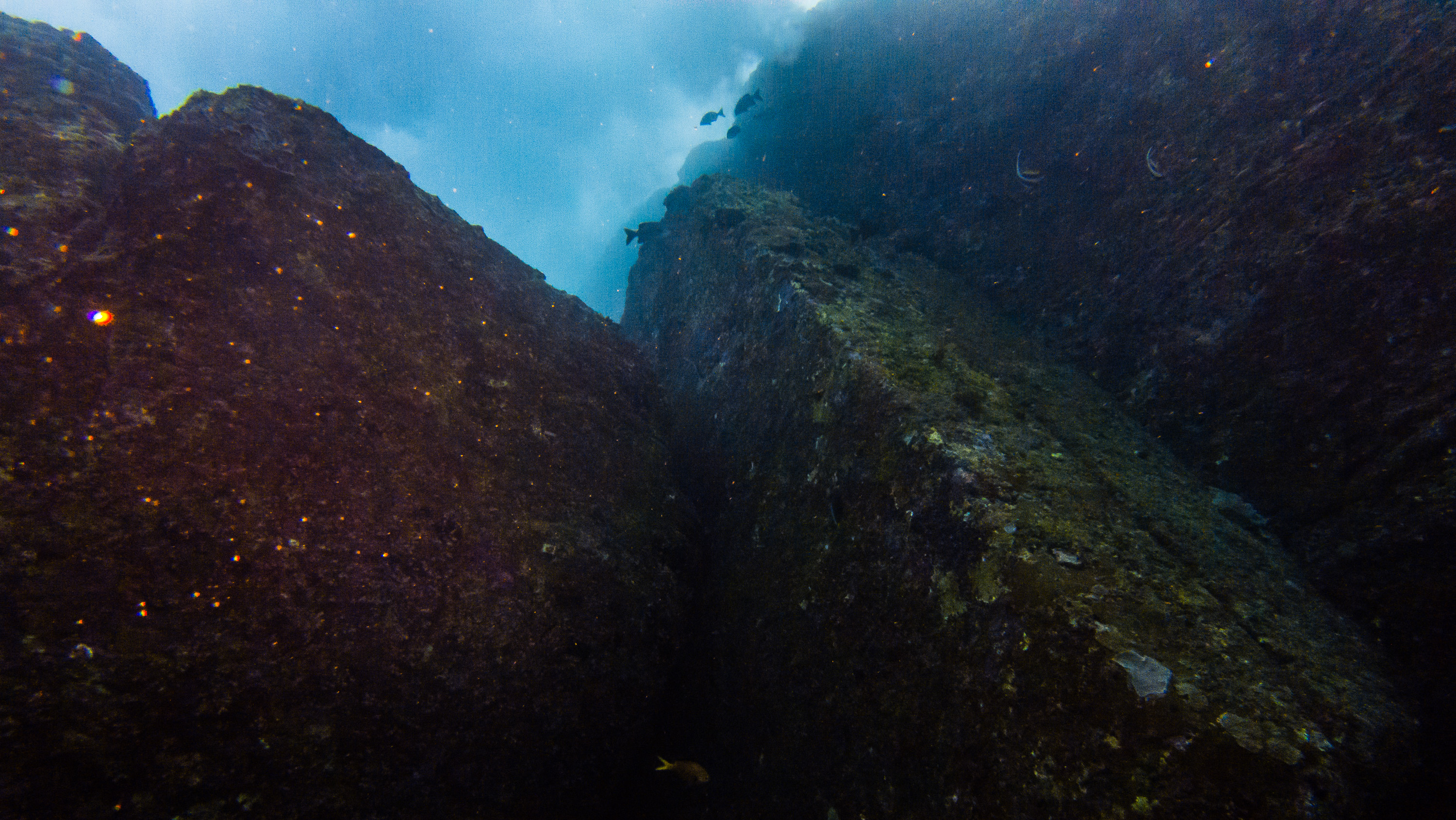
海底地形一景
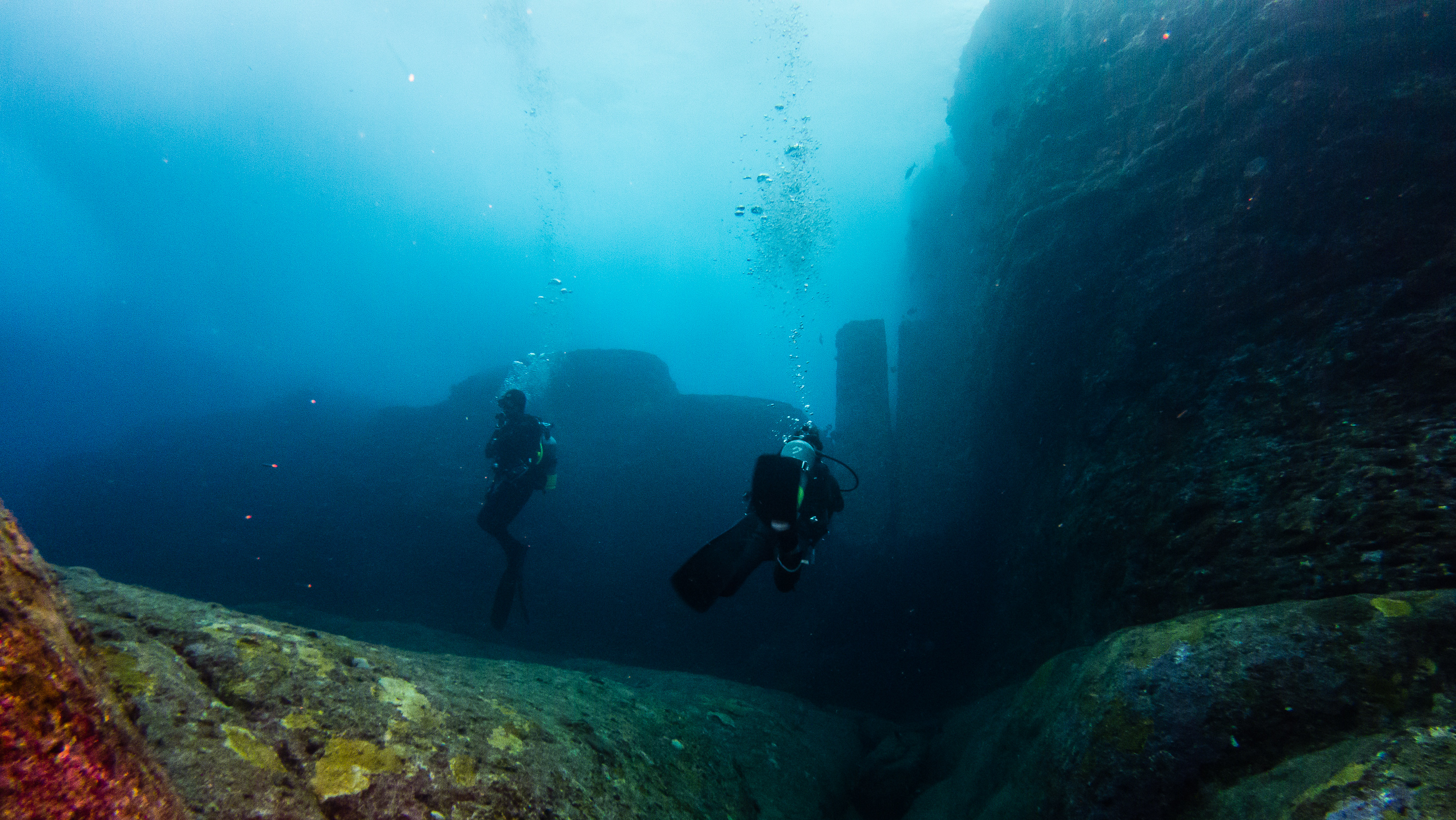
海底地形一景
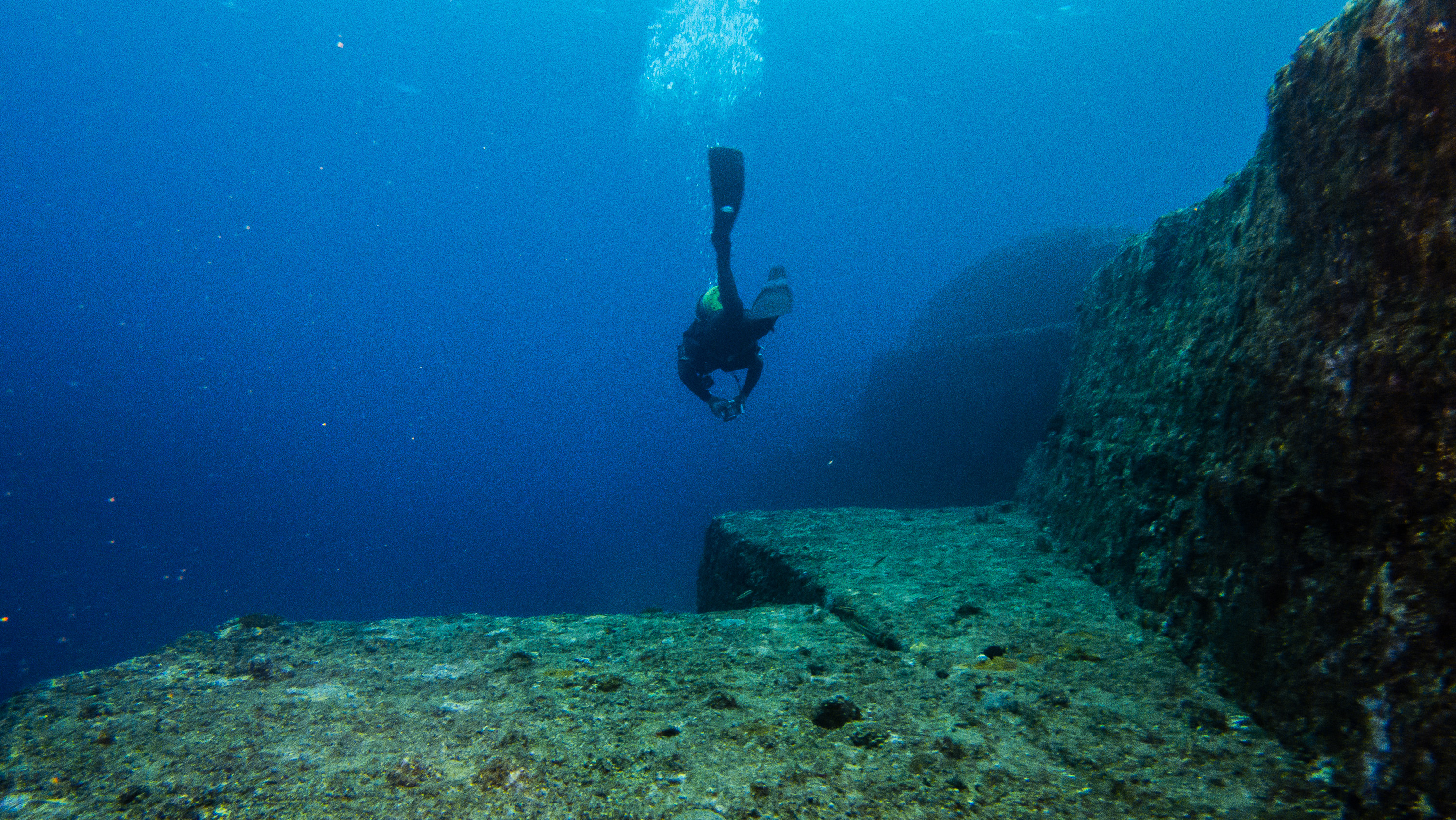
潛水員視察海底地形

與木村政昭在2007年所提出「與那國島海底地形在3,000-2,000年前形成」的觀點相反，專門研究東亞的考古學家、英屬哥倫比亞大學教授理查德·皮爾森提出異議。皮爾森指出，在與那國島上發現了公元前2500年至2000年的小型居住遺址，包括燃燒痕跡、石器和陶器，但據他看來，當地居民應該沒有足夠的力量去建造石造紀念物。
地質學家羅伯特·修奇則認為這很可能是自然形成的。修奇觀察了構成與那國島的地層的砂岩，發現它們「包含許多清晰的、平行的層理面，沿著這些面層容易分離。」這組岩石還被許多組平行的、垂直方向的岩石節理交叉。這些節理是自然形成的，是形成該區域矩形形狀的自然平行裂縫。考慮到與那國島位於一個地震多發的地區；這些地震傾向於以規則的方式使岩石破裂。他還觀察到在那國島的東北海岸有類似的地層.。約翰·安東尼·韋斯特也與肖克一同訪問了這個地層，並同意這是一種自然的形成，並且木村「沒有仔細觀察當中的自然過程」。肖克還認為木村所認為的「圖紋」是岩石上的自然刮痕，並建議「牆壁」只是在它們下面的岩石被侵蝕時從水平位置掉入垂直位置的自然平臺，所謂的道路只是岩石中的通道。
1999年，德國地質學家沃爾夫·維希曼（Wolf Wichmann）在一次由明鏡電視（Spiegel TV）的探險中研究了這些地層，並在2001年應格雷厄姆·漢考克（Graham Hancock）的邀請再次進行了研究，得出了它們可能是由自然過程形成的結論。
在三根台，有與那國島相似的陸地階梯狀砂岩地層。羅伯特·肖克以及南太平洋大学海洋地球科學教授帕特里克·N·納恩（Patrick D. Nunn）注意到這些地層純粹是自然形成的。

#### 侵蝕理論
部分學者認為與那國島海底地形是由岩石侵蚀作用形成的自然地形，其理由如下。
該岩石最初是容易受侵蝕的類型，垂直或水平的階梯狀部分是由於岩漿冷卻時形成規則性裂縫，岩石沿著這些裂縫受到侵蝕，這種現象被稱為「方狀節理」。階梯狀部分的高度不一，高處每一段可能超過1公尺，這一點支持了這是由節理而非人造結構造成的自然地形的觀點。洞穴是石頭進入凹陷部分，被潮流帶動，削減周圍的岩石材料而形成的（類似地面下水道），這在河流中是常見的現象，與之相同。
如果認為地面上的遺跡已經被海水淹沒，應該在一定的時間內（數百至數千年）受到潮汐侵蝕，但並未發現這樣的痕跡。除了地形看起來「像人造物」之外，古代文明的證據相對稀缺。這些「遺跡」沿著東南方向垂直傾斜10-15度，這是在200萬年以上形成的八重山斷層群的傾斜，並非在建造「遺跡」之後傾斜。此外，這種傾斜在人為物件中看起來是不自然的，從實用性的角度考慮，將其視為設施的可能性是可疑的。
2019年，研究員小形隆之等人通過數碼高程模型和三個地點的地層、岩石和露頭微地形的地質實地調查，對那國島進行了地形分析。由於他們的研究，他們指出，儘管與與那國島海底地形看起來像是人工建築，但它實際上是由風化和侵蝕作用於砂岩的層理和線性節理而形成的自然地形。並指出在三根台可以找到類似的地形特徵。

### 遺跡理論

類似「階梯」的地形結構
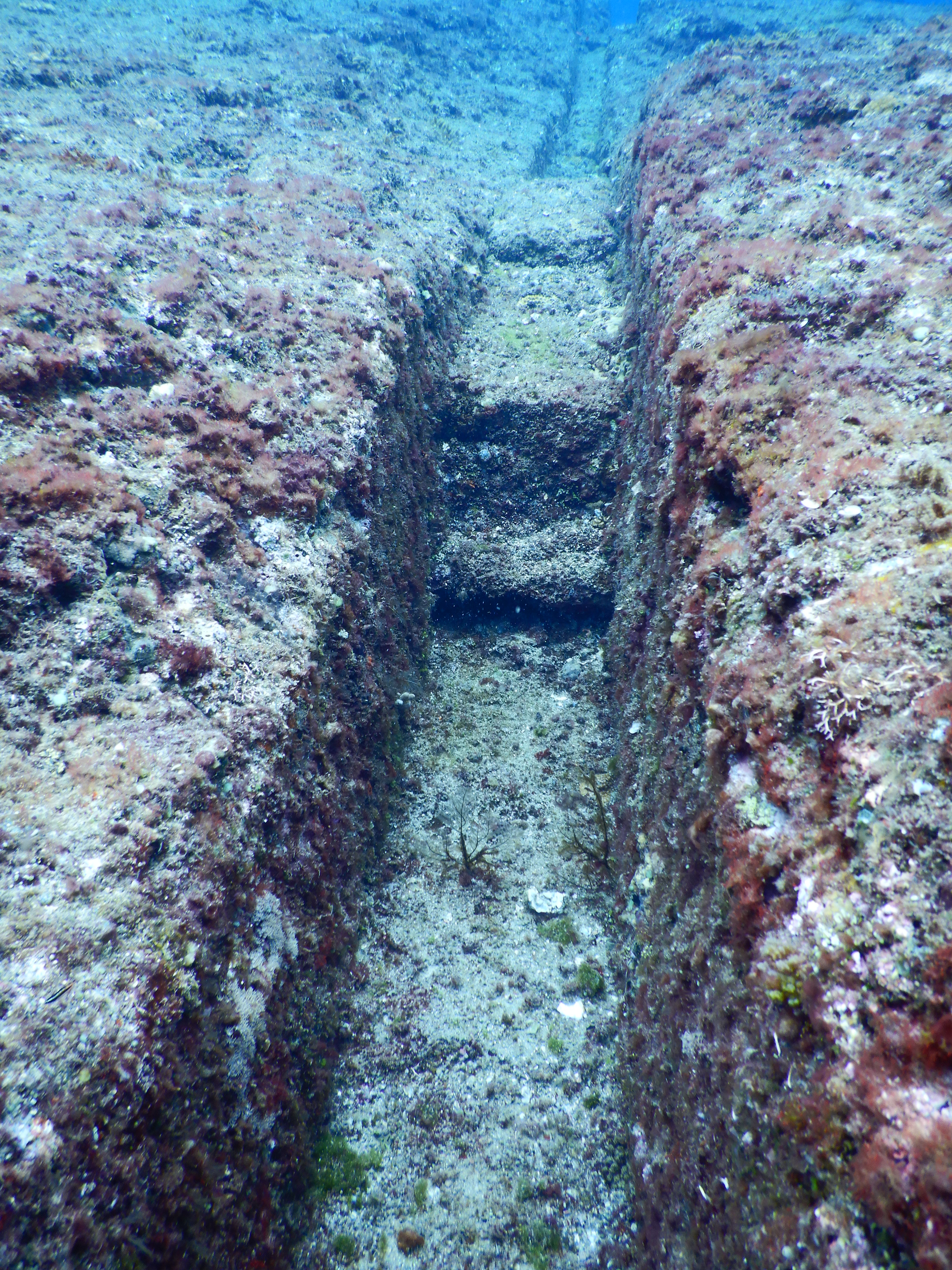
類似「水溝」的地形結構
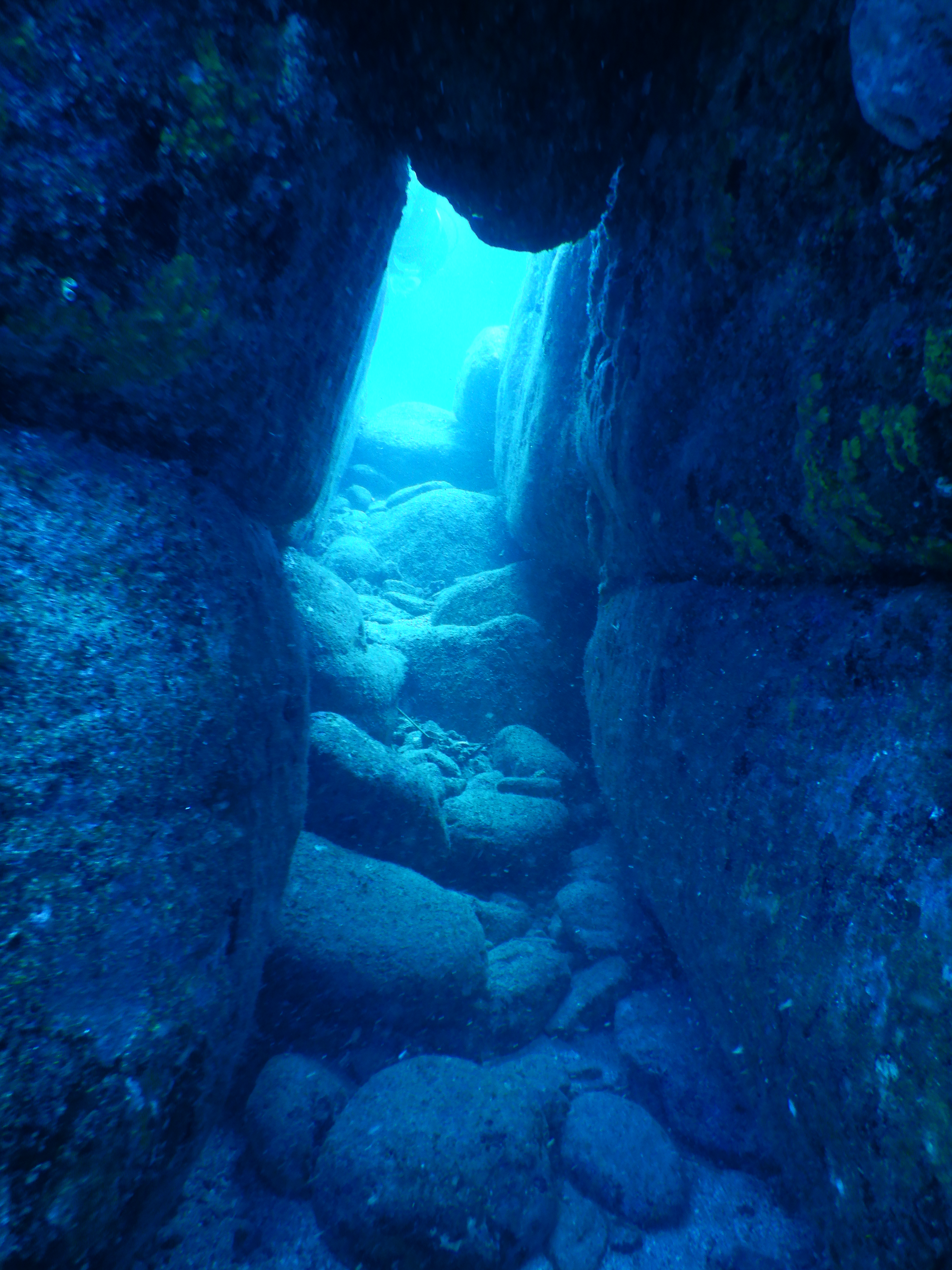
拱門
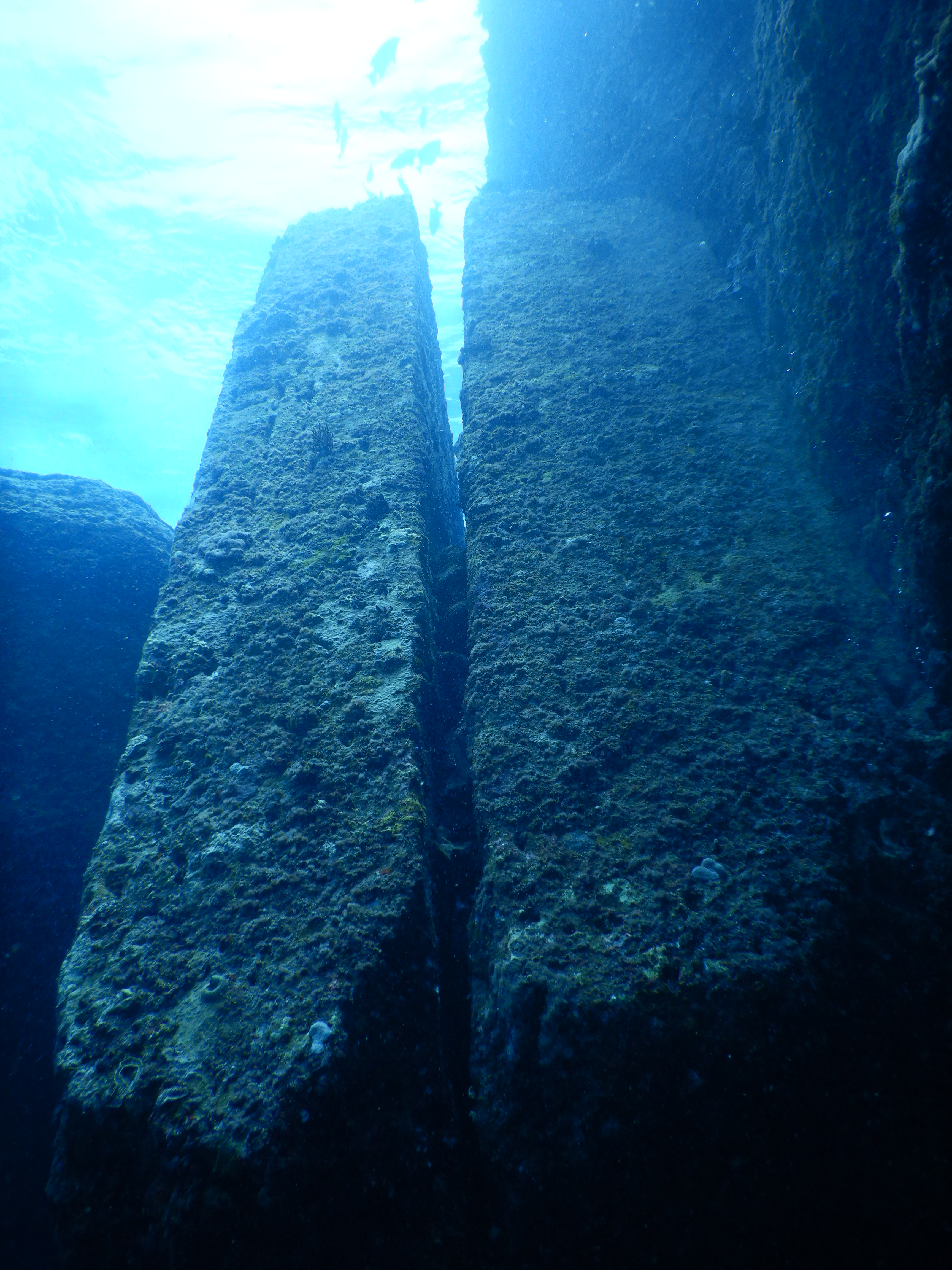
雙巨石
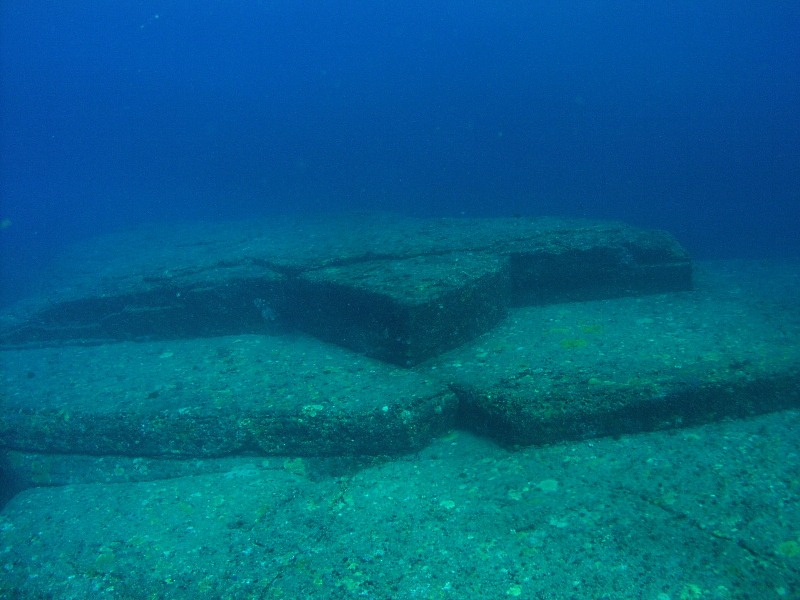
龜之岩

木村政昭最初估計該地層至少有10,000年的歷史，可追溯到它出現在水面上的時期，因此推測該地點可能是神秘失落的姆大陆的遺跡，提出了以下作為遺跡的理由。
- 存在被推測為道路、石結構、鋪石、排水溝等的地形和巨石的組合。
- 以20-30厘米的間隔排列的竪穴痕跡，看起來像是插入了螺釘。這不是由侵蝕形成的（實際上已確認是穿孔性生物的巢穴）。
- 形成了被周圍牆壁包圍的平面，這樣的地形通常不會由普通的侵蝕形成。
- 梯田狀的地形是左右對稱的，伴隨著加工痕跡。
- 如果垂直的牆面是由自然崩塌形成的，那麼在牆面正下方應該有岩石片的堆積，但實際上並不存在岩石片的堆積。

如果與那國島海底地形是一個「遺跡」，則根據動植物分佈和鍾乳石等分析，當上一次冰河時期結束並導致海平面上升的時遺跡遭到淹沒，這一理論表明這可能發生在一萬多年前，使該地形成為世界上最古老的古代遺跡。該發現者新崎喜八郎主辦的與那國海底遺跡博物館的網站上也聲稱地形在一萬年前因海平面上升而被淹沒。
木村聲稱遺跡的年代為4,000-2,400年前，然後在之後的時期多次轉變，聲稱為一萬多年前、大約6,000年前等，到了2007年提交給第21屆太平洋科學大會的報告中，他提出了這是在3,000-2,000年前形成的理論，因為當時的海平面接近現在的水平。。
考古學家理查‧J‧皮爾森認為這不太可能。但木村相信他可以辨識出金字塔、城堡、道路、紀念碑和體育場的特徵。進一步表示，他相信這些建築是邪马台国的遺跡。
人工遺跡的支持者，例如格雷厄姆‧漢考克也認為，雖然在與那國島看到的許多特徵在世界各地的天然砂岩地層中也可以看到，但在如此小的區域內集中如此多的奇特地層的可能性極小。他也指出，地層平坦區域相對缺乏鬆散塊體，如果它們僅由自然侵蝕和壓裂形成，則這是可以預料到的。

### 自然地形加工理論
修奇在地質學上的觀點認為，這個地形很難被視為人工文明，基本上是自然形成的，但可能被視為崇拜的對象，並且可能被古代人類加工過。換言之，雖然在與那國島上並未發現古老人類的生活痕跡，但至少95%以上的海底地形是自然形成的。
肖克表示，就像在歐洲的洞穴壁畫一樣，古代人可能曾加工過這個地形，並且他指出在公元前8000年代，由於與那國島非常靠近北回歸線（夏至線），這個地形可能是一座天文學上對齊的神殿，推論這個地形在太古時代可能是一個與天文事件有關的神殿，即使現在看來是自然形成的，也有可能被古代人類用作崇拜之處。。

## 調查與保護
經過1992年、1994年的初步調查後，從1997年到1999年，進行了7次調查。2002年還使用水下遙控機器進行了調查。
進行水下機器研究的東京大學生產技術研究所和海中工學研究中心的浦研究室也在2005年進行了調查。

### 文化遺產指定研究項目
為了保護海底地形，與那國町町長外間守吉於2005年制定了水下文化遺產條例，並在2010年提到了將其列入聯合國教科文組織的保護水下文化遺產公約。2015年8月15日，參議院議員秋野公造等人訪問了與那國島，進行了潛水視察後，與與那國町教育長進行了意見交流，討論了作為地質公園和水下文化遺產的保護。
外間在2016年3月進行學術調查後，表示將在國家史蹟、世界遺產、地質公園的登記上進行努力。與那國町於2016年10月13日啟動了文化財指定的學術評估調查項目。在該調查項目中，他們於2016年度內舉行了2次審議會議，如果被認為具有文化財價值，則計劃在2017年度後進行正式調查。同日，木村和琉球大學教育學部兼任教授、專攻地球科學的尾方隆幸等人乘坐半潛水艇視察了海底地形，結果尾方表示“90%以上是自然地形，我幾乎確信這是與東崎和軍艦岩等陸地地形連續的自然地形。
在隨後於10月14日舉行的第一次審議會議上，出席的專家一致認為應該進行保護。木村表示：「無論是人工還是自然，都是應該保護的地形。」尾方提到了地質公園的保護，與那國町教育委員會的與會者介紹了天然紀念物的緊急調查項目，這些發言都是以保護自然地形為前提的。九州大學大學院地球社會統合科學府的教授菅浩伸也表示這是「非常獨特的地形」。

## 另見
- 海灘岩（日语：海灘岩）
- 沖繩貝塚文化（日语：沖縄貝塚文化）
- 康巴特灣的海洋考古（英语：Marine_archaeology_in_the_Gulf_of_Khambhat）
- 亞特蘭提斯
- 巨人堤道
- 波羅的海異常
- 姆大陸
- 比米尼路
- 多門城
- 虎井沉城

## 外部連結
- 沖繩縣与那国海底遺跡博物館 （页面存档备份，存于）（日語）
- 与那国島の海底遺跡はいつできたのか？ （页面存档备份，存于） - 琉球大学地震学研究室
- 与那国島の海底遺跡 （页面存档备份，存于） - 超常現象の謎解き（本城達也）